# ندغ عنتابي
الندغ العنتابي (باللاتينية: Satureja aintabensis) نوع نباتي عشبي يتبع جنس الندغ من الفصيلة الشفوية.

## الموئل والانتشار
موطنه الأصلي شمال بلاد الشام.